# Коптюг, Валентин Афанасьевич
Валенти́н Афана́сьевич Коптю́г (9 июня 1931, Юхнов, Западная область — 10 января 1997, Москва) — советский и российский химик, академик АН СССР (1979), вице-президент РАН, председатель Сибирского отделения РАН. Герой Социалистического Труда (1986), лауреат Ленинской премии (1990).
С 1960 года заведующий лабораторией Новосибирского института органической химии Сибирского отделения АН СССР (Новосибирск) и с 1966 заведующий кафедрой органической химии Новосибирского университета. Основные исследования в области изучения механизмов реакций ароматических соединений и молекулярных перегруппировок с участием карбониевых ионов. Открыл ряд новых реакций изомеризации и установил механизмы перемещения различных заместителей в ароматическом ядре. Изучил строение и реакционную способность аренониевых ионов и их аналогов. Автор монографии «Изомеризация ароматических соединений» (1963).

## Биография

Мемориальная доска на здании Института органической химии СО РАН

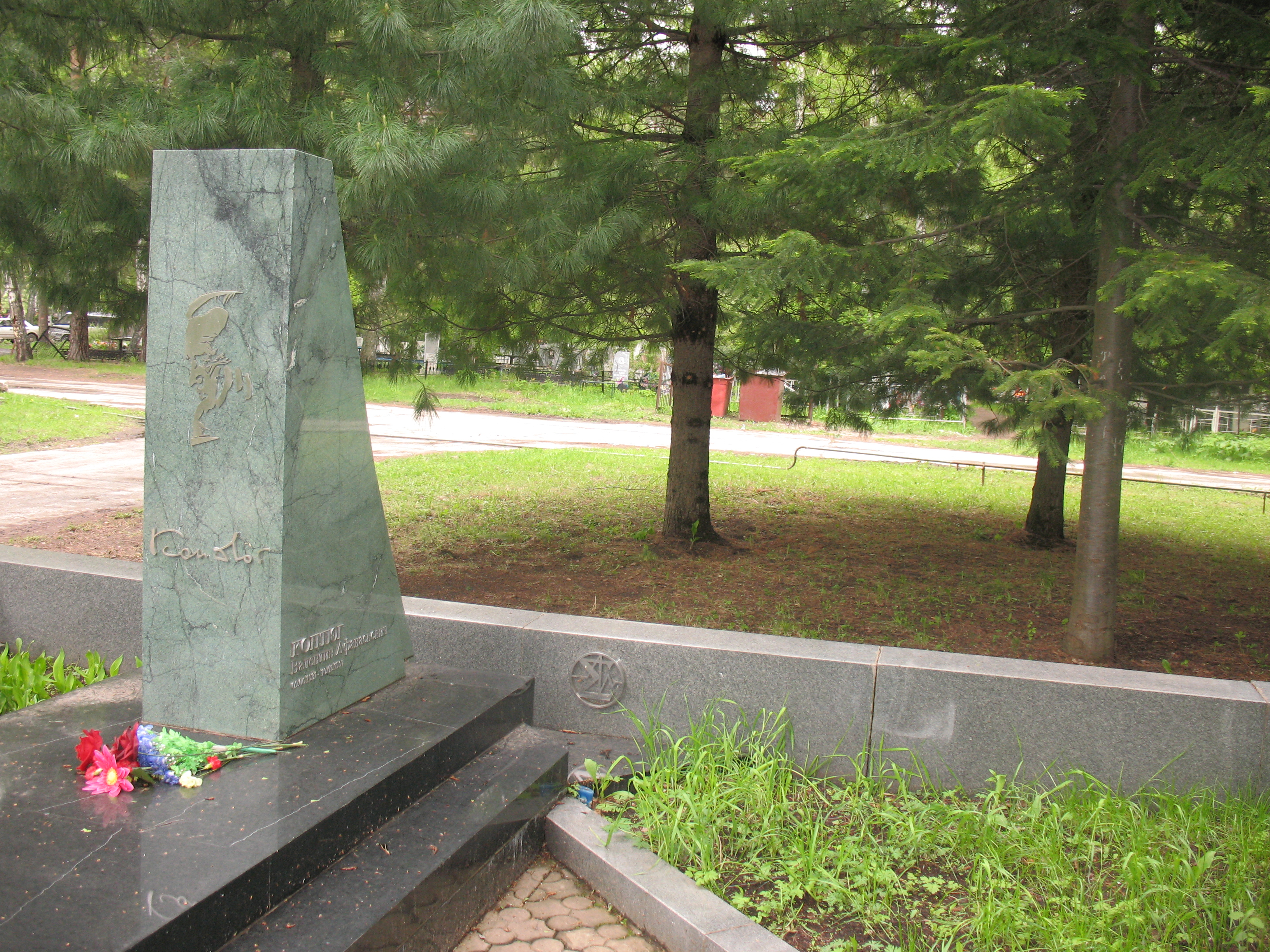
Могила В. А. Коптюга на Южном кладбище в Новосибирске

Родился 9 июня 1931 года в Юхнове Западной (ныне Калужской) области в семье белоруса Афанасия Яковлевича Коптюга, занимавшего должность начальника районного отделения связи, и Надежды Васильевны Коптюг, работавшей телеграфисткой. Отец (член ВКП(б) с 1920) в 1937 году был исключён из партии за утаивание информации о своих братьях, один из которых ранее был раскулачен, а второй в прошлом являлся стражником. 4 февраля 1938 года А. Я. Коптюг был арестован, обвинён по статье 58 (пункты 7, 10) в антисоветской деятельности и 13 февраля 1938 года заседанием тройки Смоленского УНКВД приговорён к расстрелу, который был приведён в исполнение 19 февраля того же года. Реабилитирован отец 25 сентября 1956 года постановлением Президиума Смоленского областного суда. Дело его ныне находится на хранении в УФСБ Смоленской области.
Сам В. А. Коптюг вспоминал:

«В дом пришли чужие люди, перевернули всё вверх дном, увели отца …».
Уже летом семья была выселена из дома, но, благодаря телеграмме Н. К. Крупской, дальнейших репрессивных мер удалось избежать, и право проживания было возвращено. Однако мать была вынуждена поступить в смоленский Дом учителя буфетчицей. Работа складывалась удачно, и к 1941 году Н. В. Коптюг уже была директором этого учреждения. Валентин учился в этот период в средней школе им. Н. К. Крупской (теперь гимназия им. Н. М. Пржевальского). Однако из-за начала Великой Отечественной войны семья вынуждена была эвакуироваться. У Коптюга сохранились воспоминания об этом:

«Летом … всех малышат … эвакуировали за город, километров за двадцать, так что мы с бугорков могли наблюдать ночные налёты на Смоленск, когда всё небо в прожекторах, бьют зенитки, рвутся бомбы и видны зарева пожаров. Было и страшно, и любопытно. Когда нас привезли в Смоленск, действительно стало страшно — город был полностью разрушен. Разбитые дома, некоторые выгоревшие напрочь, пустые глазницы окон. Всё ещё дымится … Мы совсем мало, может быть, всего два-три дня ещё, пробыли в Смоленске, потом началась эвакуация … Нас, вместе со старшим братом, направили в Тамбов».
Однако вместо Тамбова В. А. Коптюг с братом попали в Сталинград, где их нашла мать. Осенью же 1941 года из-за участившихся бомбёжек города семья переехала в Самарканд. Жизнь в Самарканде стала особым периодом в истории В. А. Коптюга.
Здесь В. А. Коптюг получил среднее образование, окончательно сложился его характер. Валентина Афанасьевича постоянно поддерживала мать, работавшая в эвакуации сначала учётчицей и заведующей складом, затем — начальником швейного цеха. Своим примером она воспитывала в сыне упорство и трудолюбие. В 1949 году он окончил учёбу с заслуженной золотой медалью. Показательна выданная выпускнику характеристика, похожая, скорее, на характеристику взрослого учёного:

Коптюг Валентин Афанасьевич, ученик 10 класса … В школе № 6 учился два года. Отличник учёбы. Серьёзно, самостоятельно работает над книгой (повышенной трудности). Любит химию, физику, математику. На областной математической олимпиаде в 1947—1948 учебном году занял второе место. В труде упорен, глубоко анализирует материал, над которым работает. Характер твёрдый и настойчивый. К себе требователен, к товарищам относится с большим вниманием. В классе играл ведущую роль… Оказывал серьёзную помощь отстающим учащимся в освоении трудных разделов математики … Большое внимание уделил работе в … кружке по изготовлению физических приборов ….
Получив аттестат, В. А. Коптюг сразу же подал документы в МГУ, но изначально скрыл информацию о расстреле отца. Сообщив позднее об этом приёмной комиссии, он получил предложение поступить в другой ВУЗ и подал документы в Московский химико-технологический институт — знаменитую «Менделеевку», куда успешно поступил на факультет технологии органических веществ. Химико-технологическая школа МХТИ была знаменита в СССР и мире. Возглавлял институт с 1948 года его выпускник, профессор, с 1962 года академик, Н. М. Жаворонков.
На первом же курсе В. А. Коптюг чётко обозначил смысл своей жизни — научная деятельность. С. И. Дракин, профессор, тогда аспирант, руководивший первой его научной работой, говорил:

«Кафедра поначалу настороженно отнеслась к неожиданно появившемуся студенту-младшекурснику, да ещё с другого факультета. Но Валя показывал явные способности к исследовательской деятельности, самостоятельность и полное отсутствие какой-либо корысти, заявляя, что цель его — расширение кругозора и углубление общих химических знаний».
 Преподаватели неорганической химии стали считать его уникальным студентом. По материалам исследований ещё в студенческие годы были опубликованы четыре статьи Коптюга (две — в «Журнале общей химии», одна — в «Докладах Академии наук», одна — в «Научных докладах высшей школы»).
Неорганическую химию в МХТИ читали А. Ф. Капустинский и В. М. Родионов — выдающиеся учёные, получившие классическое европейское образование и много лет работавшие в Европе. К четвёртому году учёбы будущие технологи были перегруппированы по кафедрам. Студенты получили там временные рабочие места и большую часть учебного процесса занимались исследованиями. В. А. Коптюг выбрал кафедру профессора Н. Н. Ворожцова-младшего (позднее академика) — кафедру химической технологии органических красителей и промежуточных продуктов. Правой рукой Ворожцова-младшего был Б. И. Степанов. Коптюг считал, что он обязан своим становлением как исследователя им обоим. Летом 1954 года в Колонном зале Дома Союзов директор МХТИ Жаворонков вручил Коптюгу диплом с отличием, а 25 сентября 1954 года Ворожцов-младший написал ректору МХТИ прошение о зачислении инженера-технолога Коптюга в аспирантуру. Статус сына «врага народа» был значительным препятствием, но В. А. Коптюг всё же был зачислен в аспирантуру. На это повлиял начинавшийся в стране процесс стихийной десталинизации.
В 1954 году Ворожцов-младший создал лабораторию по изучению и применению радиоактивных изотопов. Сложившийся исследовательский коллектив был первым в СССР. В. А. Коптюг в качестве своей специализации выбрал изучение радионуклидной очистки, катализации и изомеризации ароматических соединений. На основе наработанных материалов он написал диссертационное исследование на тему «Изучение механизма парофазной каталитической изомеризации монохлорнафталинов». Защита состоялась 25 декабря 1957 года, причём работа, несмотря на свою сложность и оригинальность, была завершена досрочно.
Ещё работая над диссертацией и позже, по окончании аспирантуры, В. А. Коптюг разработал ряд новых для советской химической науки методик синтеза многих меченых органических соединений. Они были успешно внедрены в производство в Государственном институте прикладной химии (ГИПХ, Ленинград). Исследователь успешно продолжал работу, углубляя и расширяя своё диссертационное сочинение. Постепенно молодой специалист начал собирать вокруг себя талантливых выпускников московских вузов, многие из которых в будущем составили его научную школу.
В 1957 году Н. Н. Ворожцов-младший, ставший к тому времени академиком, получил предложение возглавить создаваемый в Новосибирском Академгородке Институт органической химии. Одним из первых он пригласил на работу в Новосибирск В. А. Коптюга. С 1959 года он заведовал лабораторией изучения механизма органических реакций методом меченых атомов, но бывал в Новосибирске не постоянно. Окончательно учёный переехал в Новосибирск в 1960 году. Уже в 1962 году он закончил монографию «Изомеризация ароматических соединений», впервые введя данный вопрос в мировой научный оборот. В печати она появилась в 1963 году в Новосибирске, а в 1965 году была переведена на английский язык, выйдя в Израиле в рамках программы научных переводов. На её основе В. А. Коптюг защитил в 1965 году докторскую диссертацию — «Изучение изомерных превращений ароматических соединений».
В 1966 году В. А. Коптюг назначен главой кафедры органической химии Новосибирского государственного университета. С 1971 года, успешно проявив себя, он получил назначение в созданный в Новосибирске при СО АН СССР Научно-информационный центр по молекулярной спектроскопии, при котором функционировала единственная в СССР библиотека спектральной информации. С 1979 года — академик АН СССР. Был научным сотрудником, затем (с 1987 года) — директором Новосибирского института органической химии. С 1978 по 1980 год — ректор Новосибирского государственного университета. Председатель Сибирского отделения АН СССР (позднее РАН) и вице-президент РАН (с 06.03.1980 по 10.01.1997). В 1990 году за фундаментальный цикл исследований в области строения и реакционной способности карбокатионов ему была присуждена Ленинская премия. Был вице-президентом научного комитета по проблемам окружающей среды, членом Высшего Консультационного совета по устойчивому развитию (концепции которого он активно пропагандировал после участия в конференции в Рио-де-Жанейро в 1992 году, закладывая их в основу программы развития СО РАН) при генеральном секретаре ООН, вице-президентом (1985) и затем президентом (1987) Международного союза теоретической и прикладной химии (ИЮПАК). В 1989 году бюро ИЮПАК одобрило предложенную им программу «Химия и окружающая среда», за чем последовало назначение академика представителем ИЮПАК в Научном комитете по проблемам окружающей среды (СКОПЕ) при Международном совете научных союзов (ИКСУ), а в 1992 году избран вице-президентом СКОПЕ. С 1994 года возглавлял объединённый учёный совет РАН по экологии.
Активно участвовал и в политической жизни страны. Несмотря на судьбу отца, В. А. Коптюг всю жизнь придерживался коммунистических позиций. Неоднократно избирался депутатом Верховного Совета СССР (1984—1989), членом Центральной ревизионной комиссии КПСС (1981—1986), был кандидатом в члены (1986—1989), а затем членом ЦК КПСС (1989—1991). В последние годы жизни (с 20 марта 1993 до своей смерти 10 января 1997) был членом Президиума ЦК (ЦИК) КПРФ.
Был Вице-президентом и затем президентом Международного союза химиков, вице-президентом Научного комитета по проблемам окружающей среды Международного совета научных союзов (с 1992), членом Высшего Консультационного совета по устойчивому развитию при Генеральном секретаре ООН.
Являлся также членом ряда зарубежных академий: Индийской национальной академии наук (c 1985), Болгарской (c 1987), Монгольской (c 1990), Чехословацкой (c 1987) академий наук, Академии наук Беларуси (c 1995).
Сыновья: Андрей (род. 1956) — физик и Игорь (род. 1963) — химик, член-корреспондент РАН.
Скоропостижно скончался 10 января 1997 года в Москве, похоронен в Новосибирске на Южном кладбище.

## Научная школа В. А. Коптюга
С 1966 года Коптюг В. А. возглавлял кафедру органической химии Новосибирского государственного университета (НГУ), в течение десятилетий читал лекции по теоретической органической химии. Являлся автором курсов «Теоретические основы органической химии» и «Введение в специализацию». Последний был посвящён внедрению в органическую химию новейших технологий. С 1978 по 1980 год был ректором НГУ. За годы преподавательской и исследовательской деятельности он создал крупные научные школы в области органической химии и химической информатики.
Под его научным руководством было защищено 53 кандидатских диссертации и 7 докторских диссертаций были выполнены при его научном консультировании.
Наиболее известными учениками В. А. Коптюга стали Т. Н. Герасимова (д.х.н.), Б. Г. Дерендяев (д.х.н.), В. Г. Шубин (д.х.н.), Н. Ф. Салахутдинов (д.х.н.), А. П. Крысин (д.х.н.), В. А. Бархаш (д.х.н.) и В. Д. Штейнгарц (д.х.н.).

## Награды и признание
- Орден «Знак Почёта»;
- Международная научная премия имени А. П. Карпинского (1985) — за научные достижения и укрепление международного сотрудничества учёных;
- Почётный гражданин Новосибирска (1996)[9].

## Память

Бюст В. А. Коптюга в Новосибирске

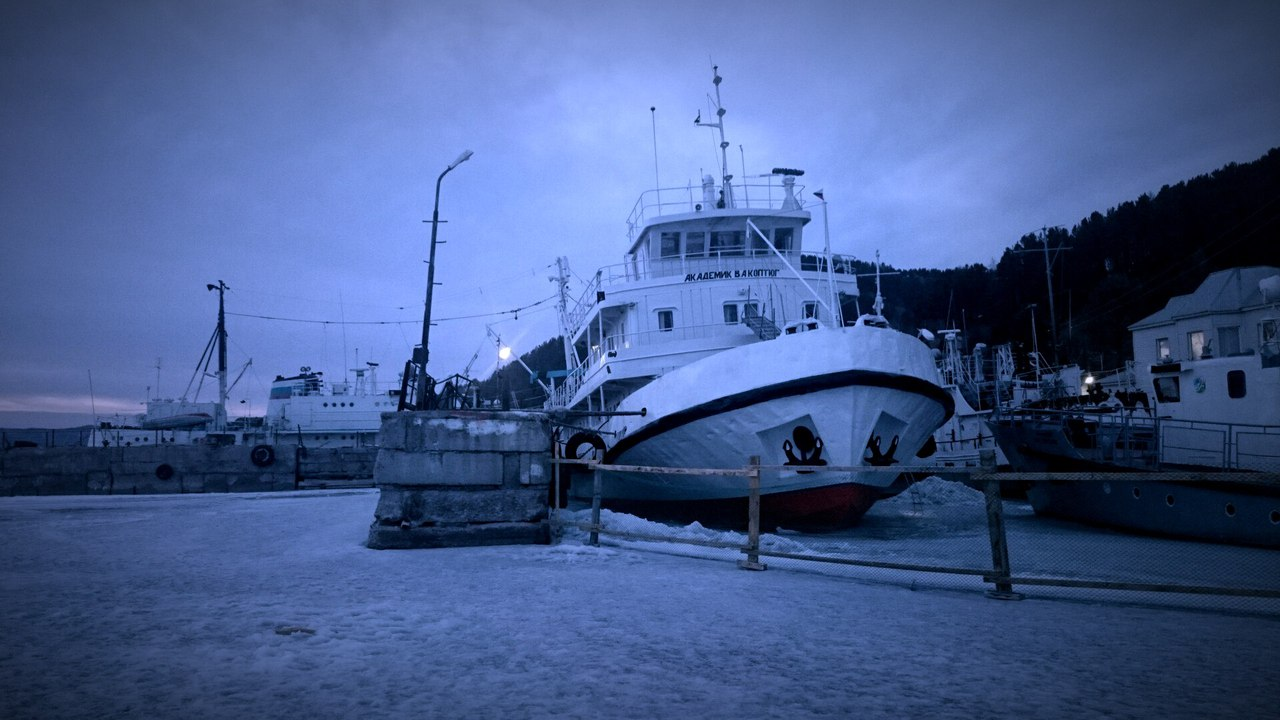
НИС Академик В. А. Коптюг у причала

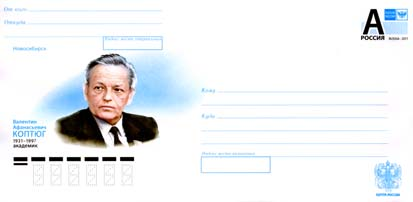
Почтовый конверт России

- Память о В. А. Коптюге увековечена в мемориальной доске на здании Новосибирского института органической химии.
- В Новосибирском Академгородке в его честь назван проспект, на котором установлен бюст учёного за авторством московского скульптора В. М. Клыкова.
- Коптюг назван в числе двадцати пяти наиболее достойных граждан XX века Новосибирской области.
- Его имя носит научно-исследовательское судно на Байкале.
- Мэрией Новосибирска учреждена студенческая стипендия им. В. А. Коптюга, СО РАН — премия для молодых учёных.
- В 1999 году Академией наук Беларуси и СО РАН учреждена премия им. В. А. Коптюга за лучшую совместную научную работу.[10]
- В Кемерово имя В. А. Коптюга носит одна из аллей ботанического сада.
- С 6 по 10 июня 2011 года в Новосибирском Академгородке на базе Института органической химии СО РАН прошла международная научная конференция «Current Topics in Organic Chemistry», посвящённая юбилею В. А. Коптюга.[11]
- 10 июня 2011 года состоялось торжественное собрание в Доме Учёных СО РАН, посвящённое 80-летию академика, собравшее представителей научных кругов России, Белоруссии, Австралии. Были вручены медали в честь В. А. Коптюга. Одним из лауреатов стала его вдова[источник не указан 5150 дней].
- В 2011 году был выпущен почтовый конверт России, посвящённый Коптюгу.

## Научные труды
Полная биобиблиография В. А. Коптюга, составленная сотрудниками отделения ГПНТБ СО РАН, представлена на мемориальном ресурсе на сайте отделения — http://www.prometeus.nsc.ru/koptyug/works/works.ssi